# Джемайма Керк
Джамайма Керк (англ. Jemima Kirke; нар. 26 квітня 1985) — британсько-американська акторка, відома завдяки своїй ролі Джесси Йогансон у серіалі HBO «Дівчата». У 2017 році вона знялася в кліпі Зейна на сингл «Dusk Till Dawn» за участю Sia.

## Раннє дитинство
Джамайма Керк народилася у Вестмінстері, Лондон, у родині британців, виросла в Нью-Йорку. Вона дочка Саймона Керка, колишнього барабанщика рок-гурту Bad Company.  Її мати — Лоррейн Керк, власниця вінтажного бутіка Geminola в Нью-Йорку, який постачав ряд одягу для телесеріалу «Секс і місто». Її героїня Джесса одягла весільну сукню від Geminola у фіналі сезону першого сезону «Дівчат»; Крім того, на початку своєї кар’єри вона була представлена разом зі своїми сестрами в модному виробі в Teen Vogue, де вони носили одяг з магазину.
Її батько має англійське та шотландське походження (Керки були молодшою гілкою родини Ноттінгемширського дворянства та також походили від баронетів Гібсон-Крейг) а її мати — єврейка. Дідусь Керке по материнській лінії, Джек Деллал, був британським бізнесменом іраксько-єврейського походження.